# Golden Opulence Sundae
Golden Opulence Sundae là một loại sundae phục vụ theo đơn đặt hàng đặc biệt tại nhà hàng Serendipity 3 ở Thành phố New York. Năm 2007, món kem này được ghi vào Sách Kỷ lục Guinness là loại sundae đắt nhất thế giới với mức giá 1.000 đô la Mỹ. Nhà hàng này từng tuyên bố rằng họ bán khoảng một cái mỗi tháng. Nó được tạo ra để chào mừng lễ kỷ niệm lần thứ 50 – "hoàng kim" – của tiệm này vào năm 2005. Chủ sở hữu Stephen Bruce cho biết cần phải thông báo trước 48 giờ khi thực khách đòi ăn món sundae này vì nguyên liệu phải được vận chuyển từ các nơi khác nhau trên thế giới.

## Nguyên liệu
Golden Opulence Sundae được làm bằng ba muỗng kem đậu vani Tahiti đậm đà thấm với vani Madagascar và được bao phủ bởi lá vàng ăn được 23k. (Lá vàng ăn được được làm từ vàng nguyên chất được nén hoặc cuộn thành những tấm rất mỏng, chỉ dày vài micromet và không chứa kim loại hoặc tạp chất nào khác.) Xi-rô sô-cô-la được sử dụng là từ Amedei Porcelana nấu chảy, một trong những loại sô-cô-la đắt nhất thế giới; và được bao phủ bởi những miếng sô-cô-la Chuao quý hiếm, được làm từ hạt ca cao thu hoạch ở vùng biển Caribê trên bờ biển Venezuela. Sau đó, sundae được trang trí bằng "các loại kẹo trái cây kỳ lạ từ Paris, hạnh nhân/kẹo kéo phủ vàng, kẹo sô-cô-la nấm cục và quả anh đào bánh hạnh nhân". Thêm vào món tráng miệng là một bát thủy tinh nhỏ chứa Trứng cá muối Grand Passion, một loại trứng cá muối tráng miệng độc quyền, được làm từ trứng cá muối vàng không muối của Mỹ, nổi tiếng với màu vàng lấp lánh. Món này đem làm ngọt và hòa quyện với chanh dây tươi, cam và rượu Armagnac. Cuối cùng, nó được phủ lên trên một bông hoa đường mạ vàng và rắc những mảnh vàng nhỏ ăn được hơn. Sundae được đựng trong một chiếc cốc pha lê Baccarat Harcourt trị giá 350 đô la Mỹ mà người mua được phép giữ lại.

## Bình phẩm
Sundae này được dùng làm trò đùa trên phim truyền hình NBC 30 Rock của Mỹ. Trước đây nó cũng được đưa vào danh sách các món tráng miệng đắt nhất thế giới của Forbes cho đến khi bị loại vào năm 2008 cùng với Sô-cô-la cao cấp đông lạnh trị giá 25.000 đô la của Serendipity 3.